# Svenska Högarna
Svenska Högarna est un groupe d'îlots et une réserve naturelle de l'archipel de Stockholm dans le comté de Stockholm en Suède,,,.

## Présentation
Svenska Högarna fait partie de la paroisse de Blidö, dans la commune de Norrtälje.
Sur la plus grande île, Storön, se trouve un phare également appelé Svenska Högarna.
L'archipel est l'un des avant-postes les plus à l'est de l'archipel de Stockholm et se trouve à environ 18 minutes à l'est de la pointe nord de Möja. 
Storön ne dispose pas de liaison maritime régulière et constitue l'île habitée la plus isolée du pays.
Svenska Högarna est une réserve naturelle relevant du programme Natura 2000 et abrite une faune biologique marine intéressante. Les îles attirent de nombreux oiseaux migrateurs, dont les guillemots.
Les îles sont caractérisées par des falaises escarpées et des genévriers bas et rampants. 
Sur Storön, il y a deux marmites du diable appelés Jättegubben et Trollgubben .

## Galerie

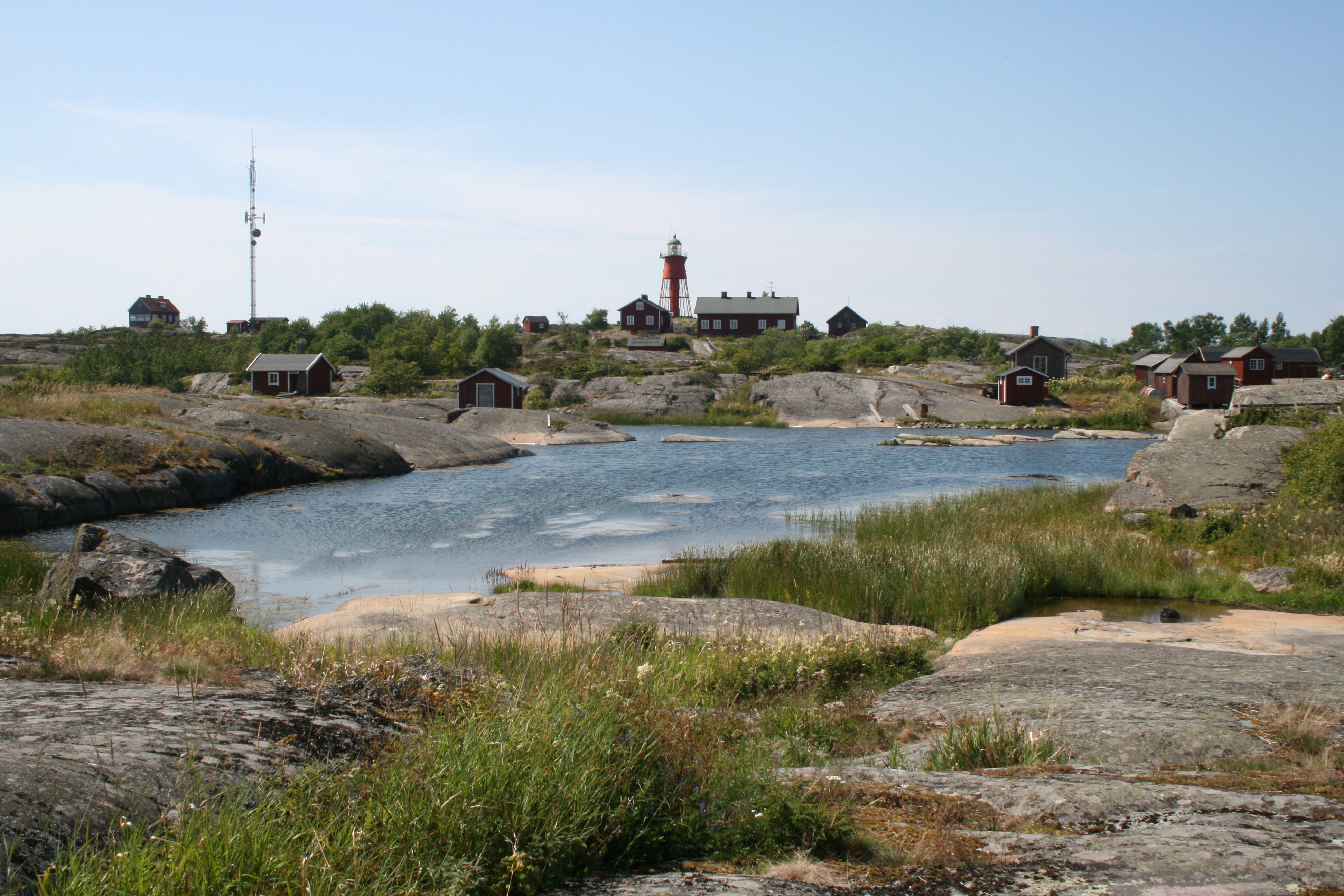
Le port naturel de Svenska Högarna. Vue vers l'ouest.
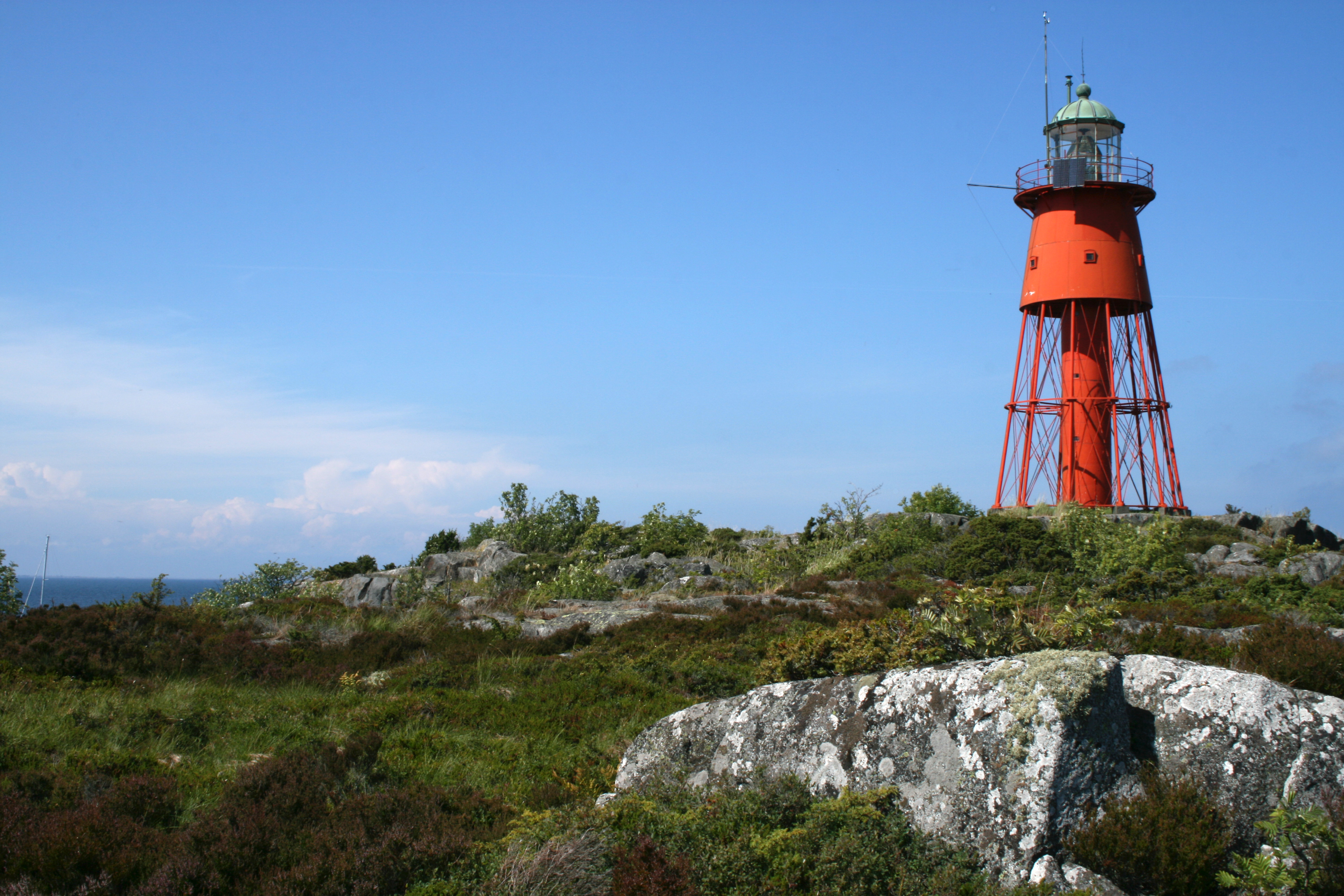
Le phare.
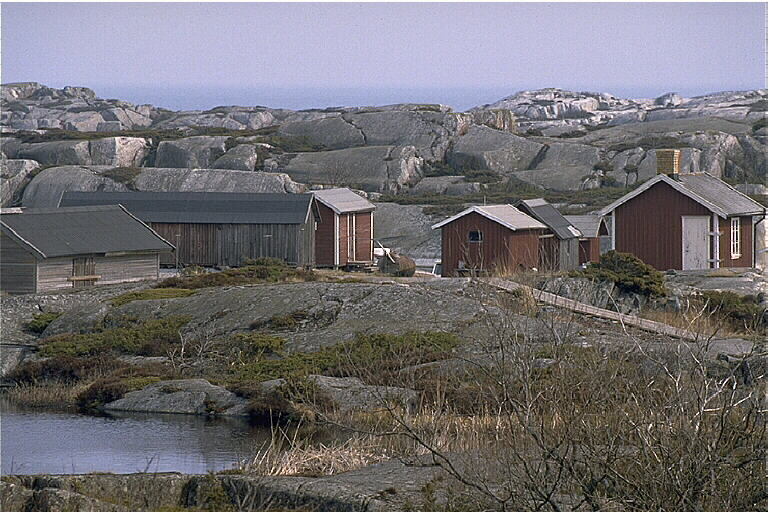
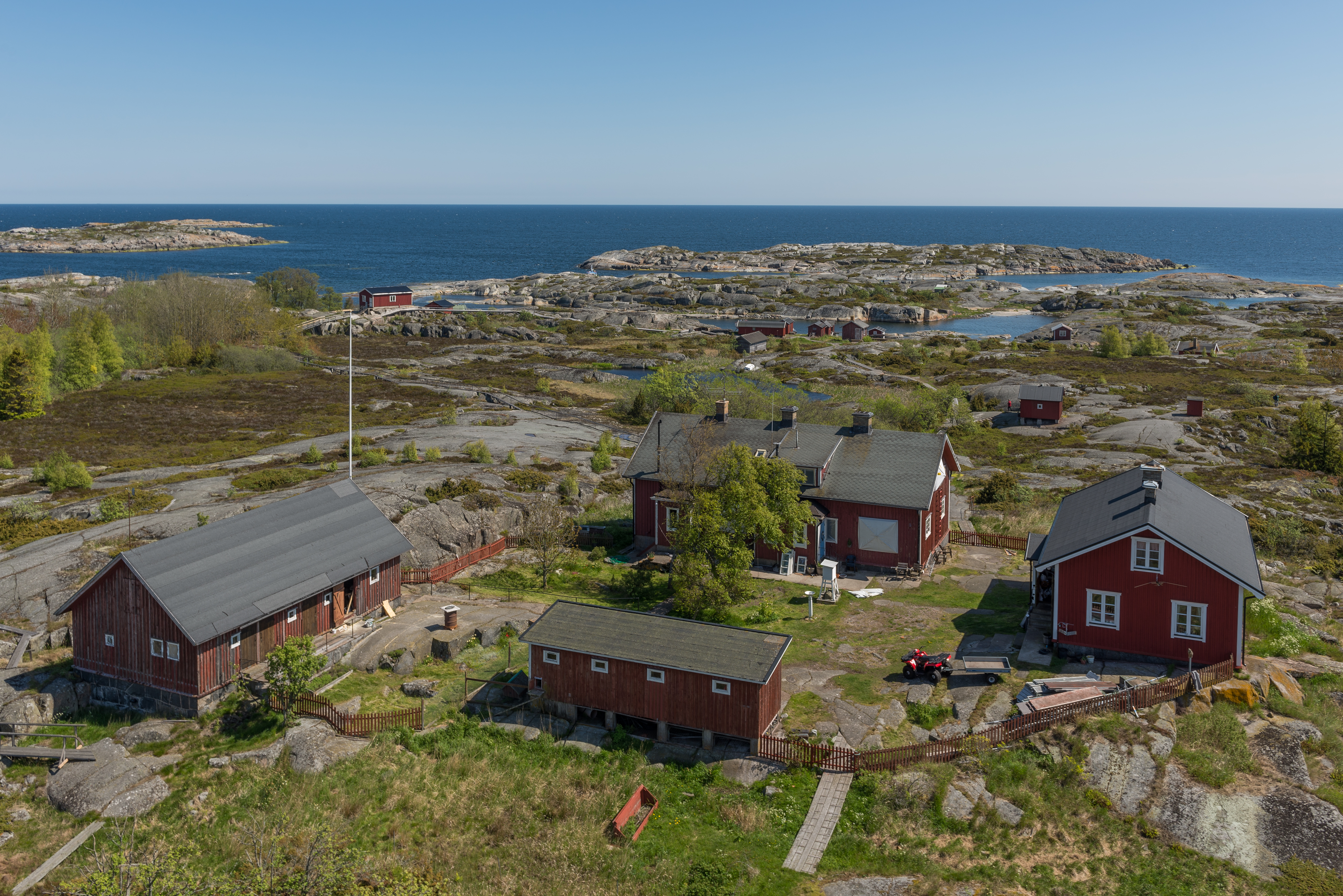